# Стафійчук Валентин Іванович
Стафійчук Валентин Іванович (5 червня 1970 року) — український географ, кандидат географічних наук, доцент Київського національного університету імені Тараса Шевченка.

## Біографія
Народився 5 червня 1970 року в селі Пояски Олевського району Житомирської області. Закінчив 1989 року Коростишівське педучилище імені Івана Франка, у 1994 році географічний факультет Київського університету. У Київському університеті працює з 1994 року інженером кафедри країнознавства і туризму, з 1995 року завідувачем лабораторії географічної інформації та туризму, у 1999—2006 роках асистент кафедри країнознавства і туризму, з 2006 року доцент. Кандидатська дисертація «Політико-географічні аспекти взаємодії господарств країн Центральної Європи» захищена у 1999 році. У 2010 році вступив до докторантури Київського університету. Розробив і викладає нормативні та спеціальні курси: «Політична географія», «Регіональна економічна та соціальна географія зарубіжних країн», «Регіональне середовище господарчої діяльності», «Політична карта світу», «Рекреалогія», «Туристичне країнознавство», "Геоконфліктологія".

## Наукові праці
Сфера наукових досліджень: політична географія, геополітика, трансформаційні процеси в державах Центральної Європи, туристичне країнознавство, рекреалогія. Автор 80 наукових праць. Основні праці:
1. Рекреалогія: Навчальний посібник. — К., 2006, 2008. ISBN 966-542-353-3
2. Туристичні ресурси України: Навчальний посібник. — К.: Альтерпрес, 2007 (у співавторстві). - 369 с.: іл., картосхеми ISBN 966-542-244-8 (серія)
3. Політична географія і геополітика: Навчальний посібник. — К.: Либідь, 2007 (у співавторстві) - 255 с. ISBN 978-966-06-0461-2
4. Туристичне країнознавство: туристичні ресурси світу. Європа, Азія, Австралія та Океанія: Навчальний посібник. / Стафійчук В.І., Малиновська О.Ю. — К.: Альтерпрес, 2009. - 427 с. ISBN 978-966-542-402-4
5. Світове господарство в умовах глобалізації: Монографія. — К., 2004 (у співавторстві).
6. Політична географія світу: Навчальний посібник. - Херсон: ОЛДІ-ПЛЮС, 2016. - 306 c. ISBN 978-966-289-090-7
7. Туристичне країнознавство: Навчальний посібник. - Херсон: ОЛДІ-ПЛЮС, 2016 (у співавторстві)/ - 808 c. ISBN 978-966-289-102-7